# Punta del Este

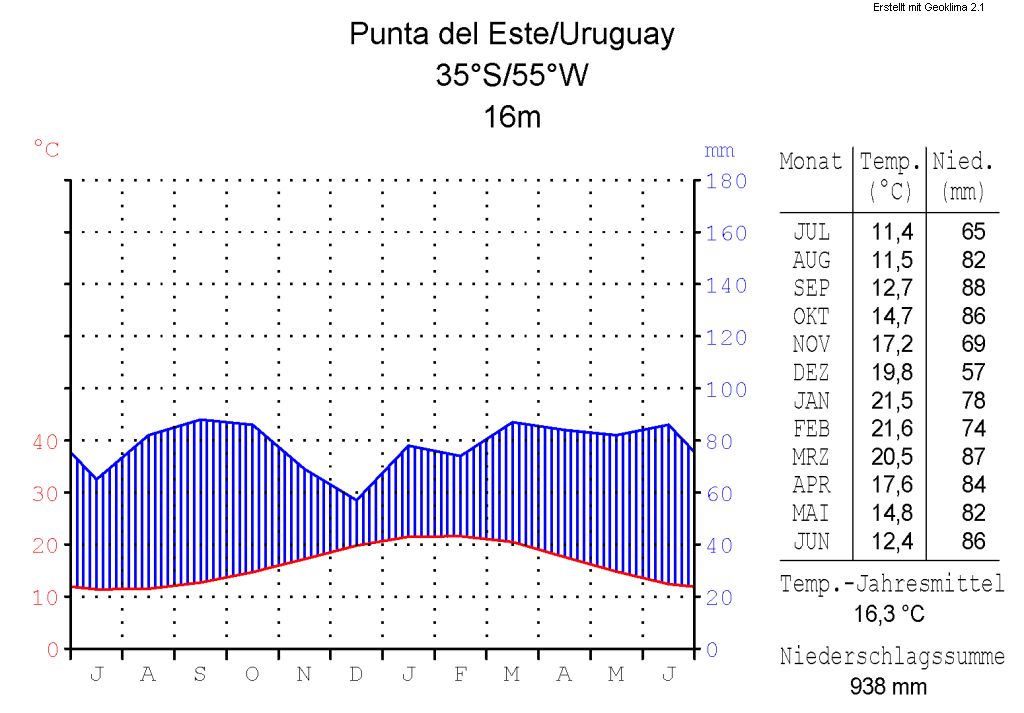
Klimadiagramm von Punta del Este

Punta del Este ist eine Stadt in Uruguay. Sie befindet sich etwa 140 km östlich der uruguayischen Hauptstadt Montevideo im Departamento Maldonado in unmittelbarer Nachbarschaft zur gleichnamigen Hauptstadt des Departamentos.

## Geographie
Der Badeort liegt am äußersten Ende der Mündung des Río de la Plata teilweise auf einer Halbinsel, an deren imaginären Verlängerung der vorderen Inselspitze sich die Trennlinie zwischen Rio de la Plata und Atlantischem Ozean befindet.
Durch diese Lage verfügt Punta del Este, das größtenteils von Sandstrand umgeben ist, über zwei unterschiedliche Küstenabschnitte. Auf der südwestlichen Seite am Ufer des Rio de la Plata ist der sogenannte Playa Mansa gelegen, während an der Atlantikküste im Osten der Playa Brava zu finden ist, an dem deutlich rauerer Seegang und Brandung herrscht. Weitere Strandabschnitte auf der dem Atlantik zugewandten Seite sind der Playa El Emir und der Playa de los Ingleses.
Gegenüber von Punta del Este etwa auf Höhe der Halbinsel liegt im Rio de la Plata in geringer Entfernung die Isla Gorriti. Dabei handelt es sich um eine unbewohnte, aber touristisch erschlossene Insel mit einer Fläche von 21 ha, die einen beliebten Anziehungspunkt für Wassersportler darstellt.
Vor der Atlantikküste im Osten der Halbinsel ist ebenfalls in 12 Kilometern Entfernung eine 41 ha große Insel, die Isla de Lobos gelegen. Diese beherbergt eine große Kolonie Seelöwen, die täglich das Ziel zahlreicher im Hafen von Punta del Este angebotener Ausflugsfahrten per Schiff sind.
Das Erscheinungsbild der Stadt wird an der Küste durch Hochhausbauten, in der Regel Hotels und Appartementhäuser, dominiert. Unmittelbar hinter der Küstenstraße liegen viele Villen in einer Parklandschaft. Um die Halbinsel, in deren vorderem Teil keine Hochhausbauten vorhanden und zugelassen sind, führt mit der Rambla Gral. Artigas eine Uferstraße. Diese dient während der abendlichen Sonnenuntergänge regelmäßig der Bevölkerung als Treffpunkt, um dieses Naturschauspiel zu beobachten.

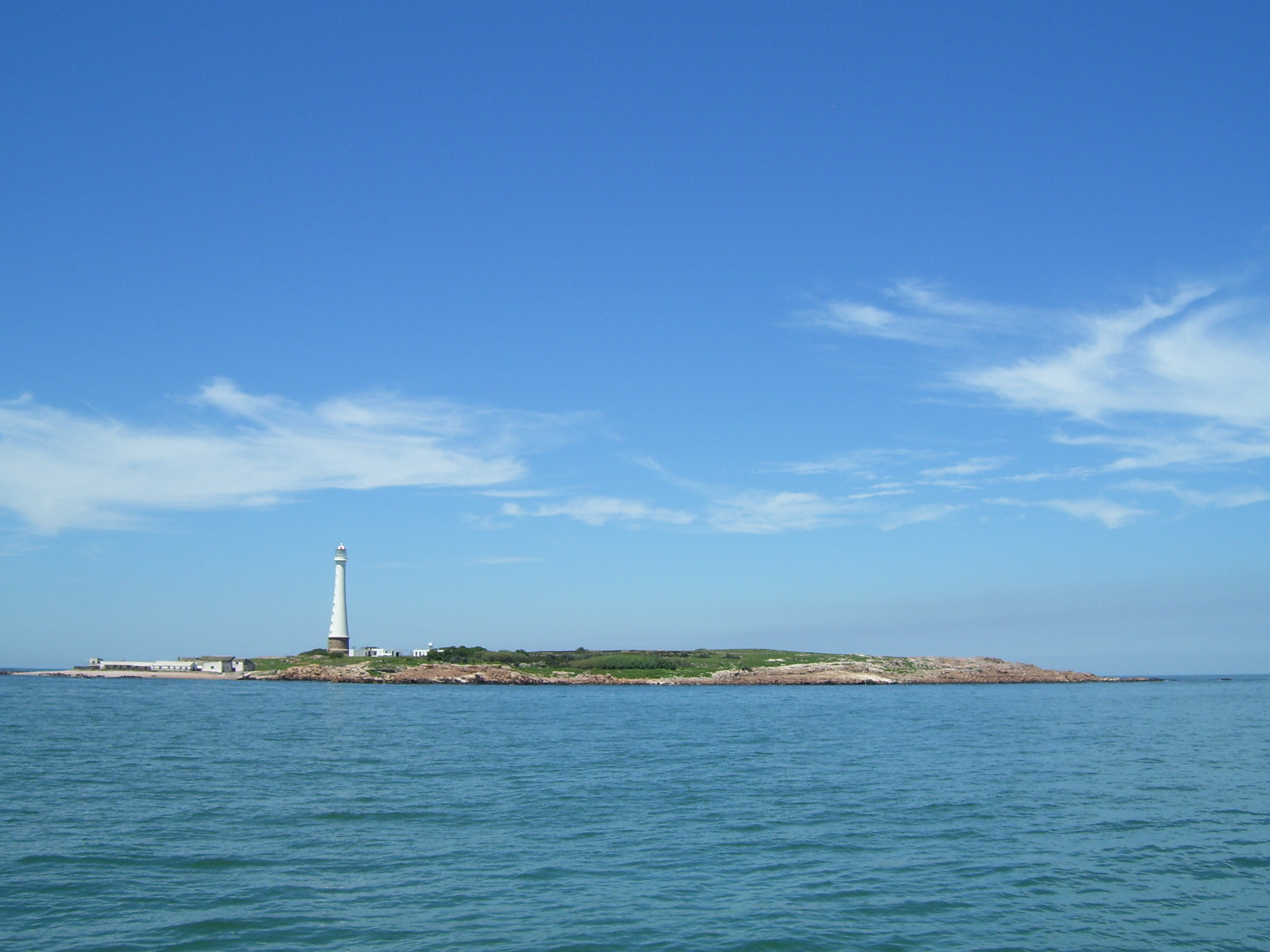
Isla de Lobos
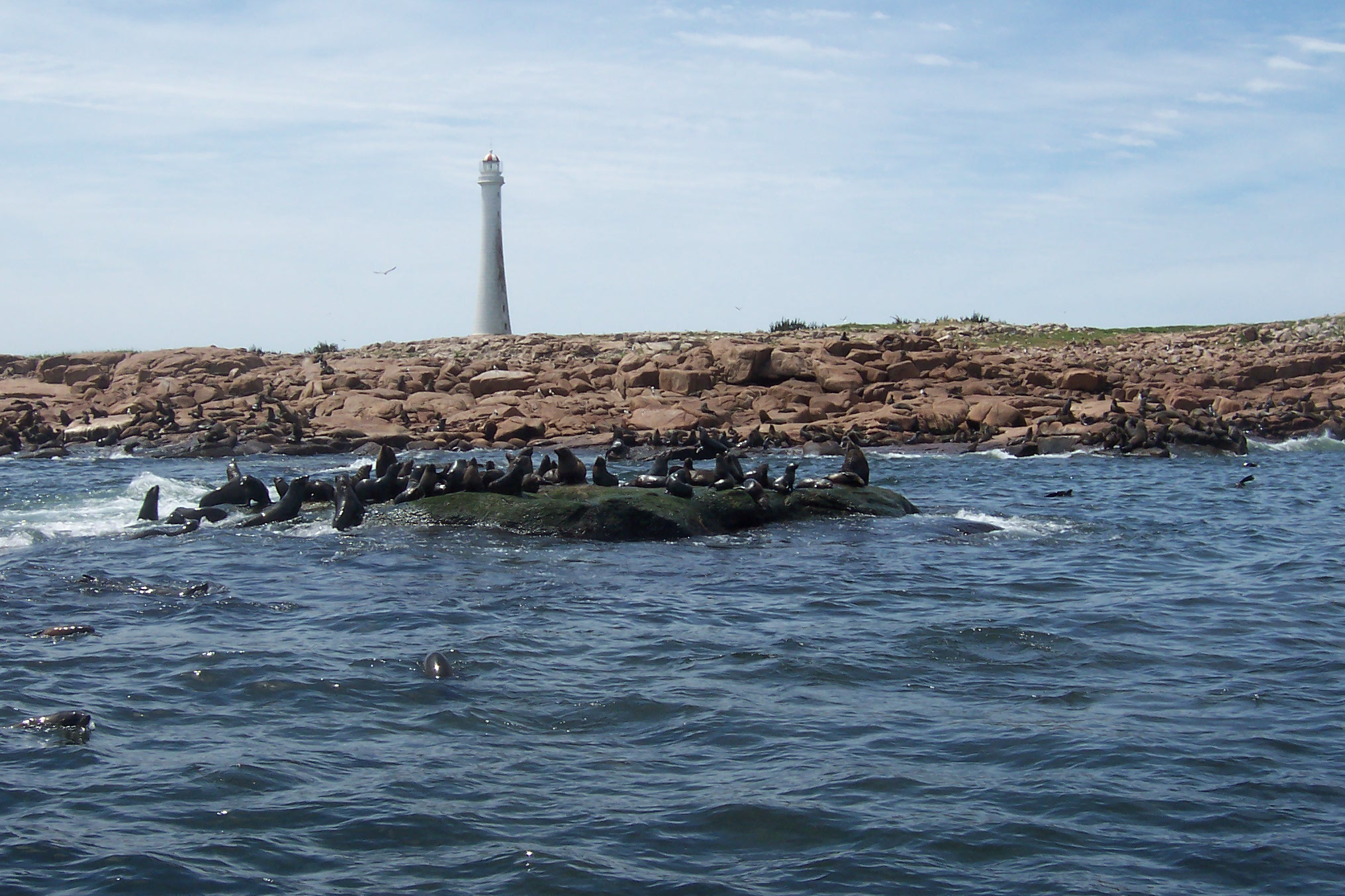
Seelöwen auf der Isla de Lobos
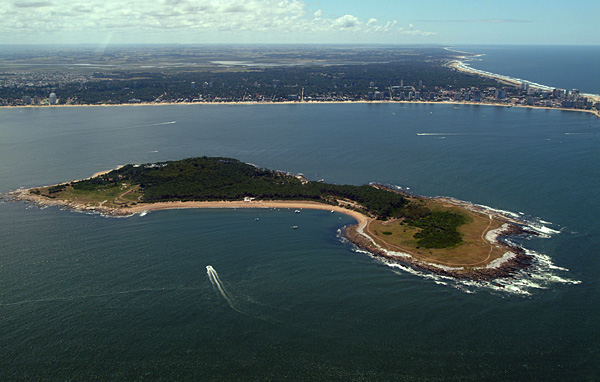
Isla Gorriti
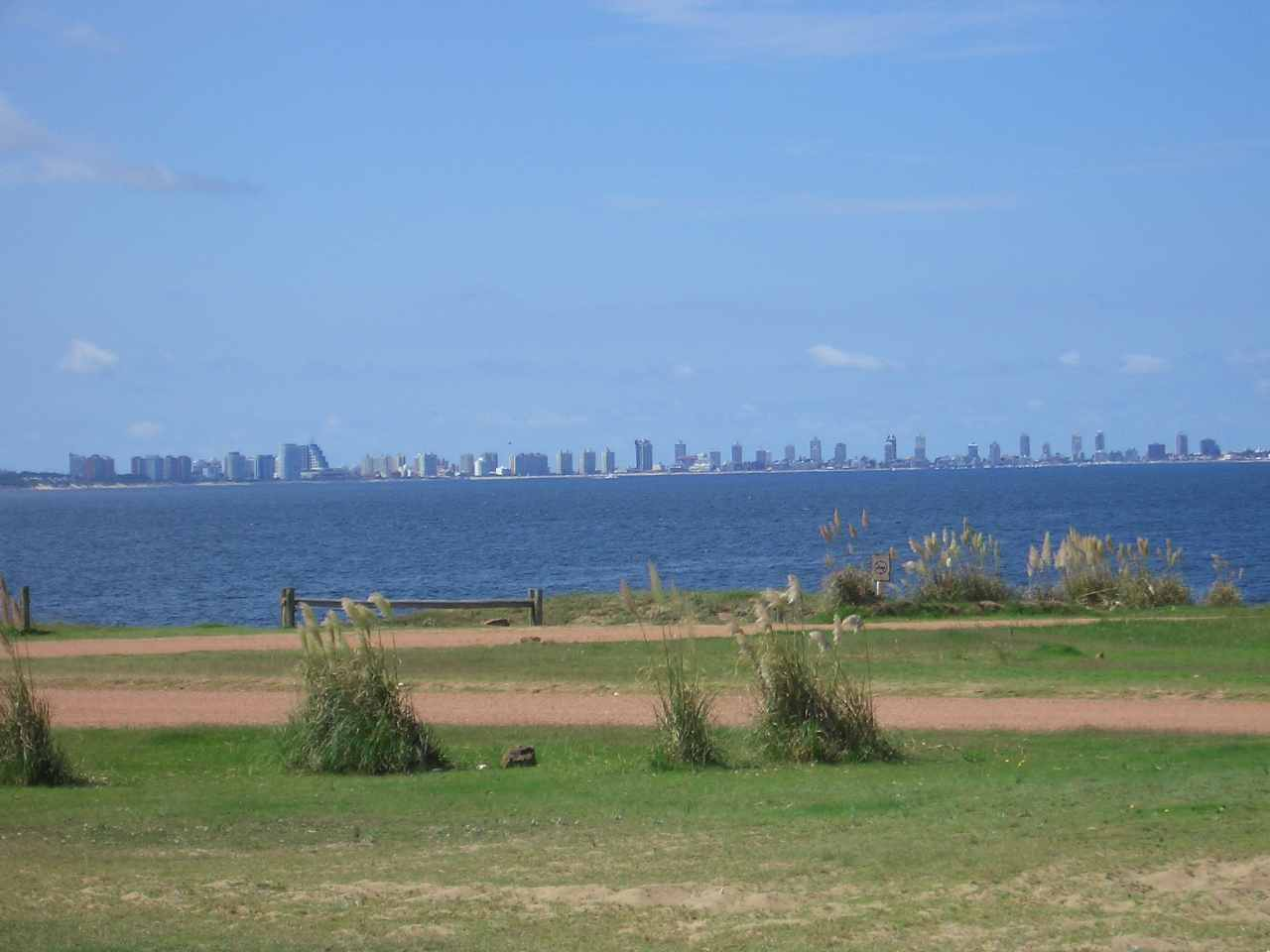
Skyline von Punta del Este

## Klima
|                       | Jan  | Feb  | Mär  | Apr  | Mai  | Jun  | Jul  | Aug  | Sep  | Okt  | Nov  | Dez  |   |         |
| Mittl. Tagesmax. (°C) | 25,2 | 25,1 | 24,0 | 21,2 | 18,2 | 14,8 | 14,4 | 14,7 | 16,0 | 18,4 | 21,0 | 23,8 | ⌀ | 19,7    |
| Mittl. Tagesmin. (°C) | 18,1 | 18,4 | 17,6 | 14,9 | 12,1 | 9,5  | 8,7  | 8,8  | 9,9  | 11,4 | 14,1 | 16,4 | ⌀ | 13,3    |
|                       |      |      |      |      |      |      |      |      |      |      |      |      |   |         |
| Niederschlag (mm)     | 75,4 | 84,8 | 79,3 | 84,0 | 91,4 | 80,3 | 90,3 | 93,9 | 93,1 | 85,0 | 86,8 | 66,6 | Σ | 1.010,9 |
|                       |      |      |      |      |      |      |      |      |      |      |      |      |   |         |
| Regentage (d)         | 8    | 9    | 9    | 9    | 9    | 10   | 10   | 9    | 9    | 9    | 8    | 8    | Σ | 107     |

| 18,1 |

| 18,4 |

| 17,6 |

| 14,9 |

| 12,1 |

| 9,5 |

| 8,7 |

| 8,8 |

| 9,9 |

| 11,4 |

| 14,1 |

| 16,4 |

| 18,1 |

| 18,4 |

| 17,6 |

| 14,9 |

| 12,1 |

| 9,5 |

| 8,7 |

| 8,8 |

| 9,9 |

| 11,4 |

| 14,1 |

| 16,4 |

## Geschichte
Punta del Este wurde offiziell durch gesetzlichen Erlass (Ley 3.186) am 5. Juli 1907 mittels Einstufung in die Kategorie „Pueblo“ und aufgrund privater Initiative – am selben Tage wie die Ortschaften Cerrillos (Canelones) und Curtina (Tacuarembó) – gegründet. Am 2. Juli 1957 wurde Punta del Este durch das Gesetz Nr. 12.397 der Status „Ciudad“ zuerkannt.
In der Stadt begann im September 1986 die Uruguay-Runde, die 1994 zur Gründung der Welthandelsorganisation führte.
Vom 15. bis zum 20. November 2010 war Punta del Este Gastgeber der im dortigen Hotel Conrad durchgeführten 4. Conference of the Parties (CoP) der Weltgesundheitsorganisation (WHO) zur Umsetzung der 2003 verabschiedeten Tabakrahmenkonvention. Vom 29. Oktober 2012 bis 1. November 2012 fand in Punta del Este im Hotel Conrad die Zweite Agrarforschungskonferenz für Entwicklung (Segunda Conferencia sobre Investigación Agropecuaria para el Desarrollo / Second Global Conference on Agricultural Research for Development, GCARD II) (GCARD 2012) statt.

## Einwohner
Bei der Volkszählung 2011 wurden in Punta del Este 9.277 Einwohner gezählt, davon 4.406 männliche und 4.871 weibliche.
| Jahr | Einwohner |
| ---- | --------- |
| 1963 | 4.503     |
| 1975 | 7.197     |
| 1985 | 6.731     |
| 1996 | 8.294     |
| 2004 | 7.298     |
| 2011 | 9.277     |

Quelle: Instituto Nacional de Estadística de Uruguay

## Tourismus
Die Einwohnerzahl von derzeit knapp 20.000 vervielfacht sich in der dreimonatigen Hauptreisesaison von Mitte Dezember bis Mitte März. Insgesamt besuchen jährlich zwischen 600.000 und 700.000 Touristen die Stadt, von denen der überwiegende Teil aus Argentinien kommt. Der Rest kommt aus Uruguay selbst, dem Süden Brasiliens, anderen lateinamerikanischen Ländern sowie zunehmend aus den USA und Europa. Punta del Este dient dabei besonders als Anziehungspunkt der südamerikanischen Prominenz und einer finanzkräftigen Klientel, was sich auch in den im Vergleich zum restlichen Uruguay deutlich höheren Lebenshaltungskosten widerspiegelt.
Aufgrund der starken Ausprägung der Saison nimmt auch die wirtschaftliche Aktivität in den dortigen Sommermonaten beträchtlich zu. Zahlreiche Läden, Restaurants und sonstige Unternehmen öffnen nur während dieser Zeit.

## Kultur und Sehenswürdigkeiten
Wahrzeichen von Punta del Este sind „Los Dedos“ (die Finger), eine circa fünf Meter breite und drei Meter hohe Steinskulptur in Form einer Hand, die an einem der Strände aus dem Sand emporragt.
Markante Bauwerke in der Stadt sind zudem der auf der Halbinsel gelegene, 1860 durch Tomás Libarena erbaute 45 m hohe Leuchtturm, sowie die ebenfalls dort vorzufindende Iglesia de la Candelaria, eine 1941 errichtete katholische Kirche.
In der Umgebung sehenswert ist das in Punta Ballena gelegene extravagante, Casapueblo genannte ehemalige Haus des Künstlers Carlos Páez Vilaró, in dem ein Museum und eine Kunstgalerie untergebracht sind. Unweit davon, ebenfalls bei Punta Ballena gelegen, befindet sich auch das Arboretum Lussich. Neben staatlichen Casinos gibt es in Punta del Este ein großes amerikanisches Casino im gleichzeitig größten Hotel „Conrad“ der Stadt. Hier wurden und werden große Pokerturniere veranstaltet. Regelmäßig findet in Punta del Este zudem ein Festival Internacional de Cine de Punta del Este genanntes Filmfestival statt, dessen 15. Auflage im März 2012 ausgerichtet wurde. Eine weitere, regelmäßig ausgerichtete kulturelle Veranstaltung ist das Internationale Jazz-Festival von Punta del Este, das seine Premiere 1996 feierte.

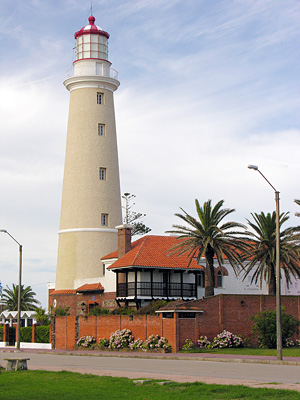
Leuchtturm von Punta del Este
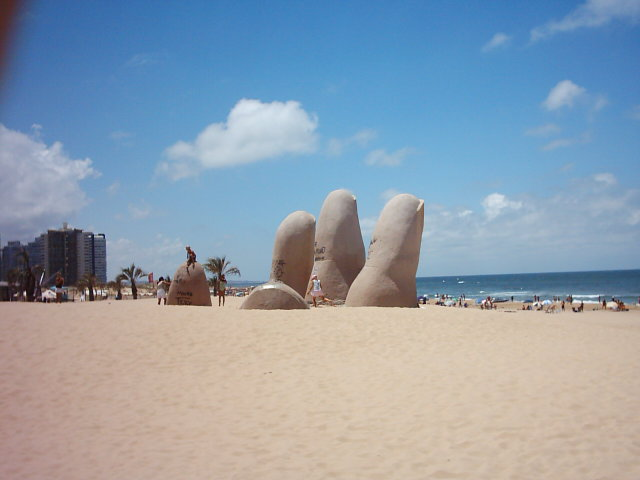
Los Dedos
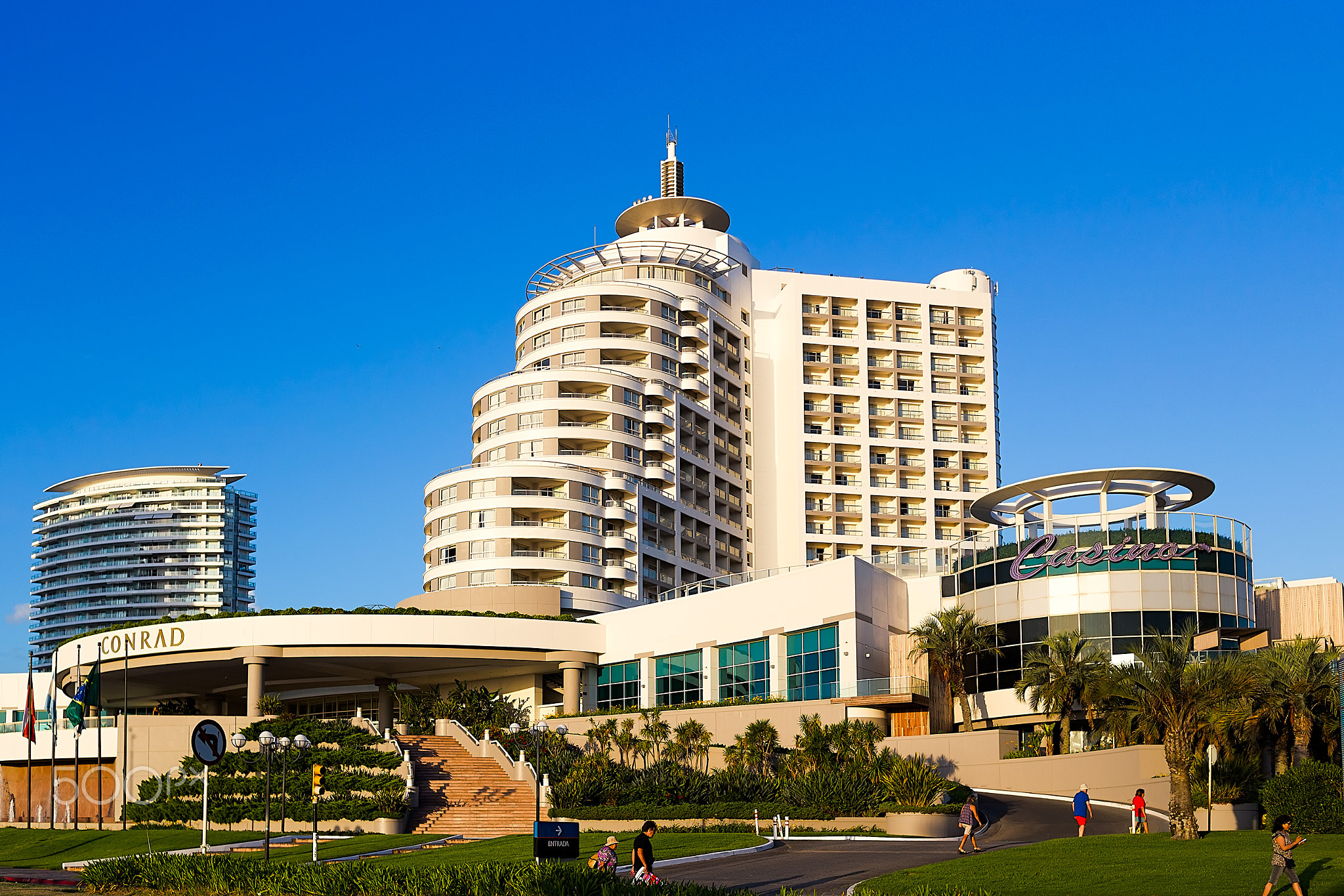
Hotel „Conrad“
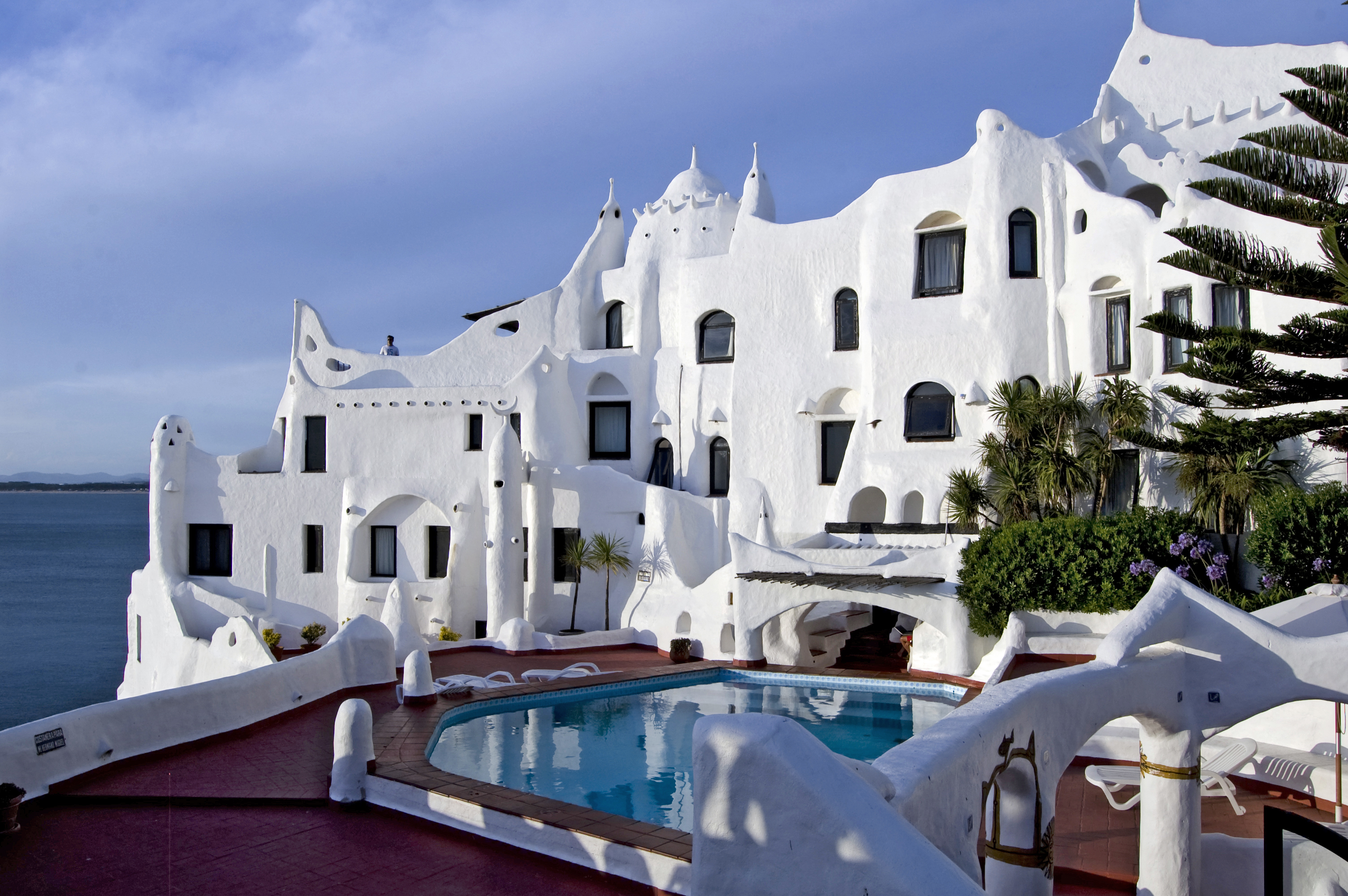
Casapueblo
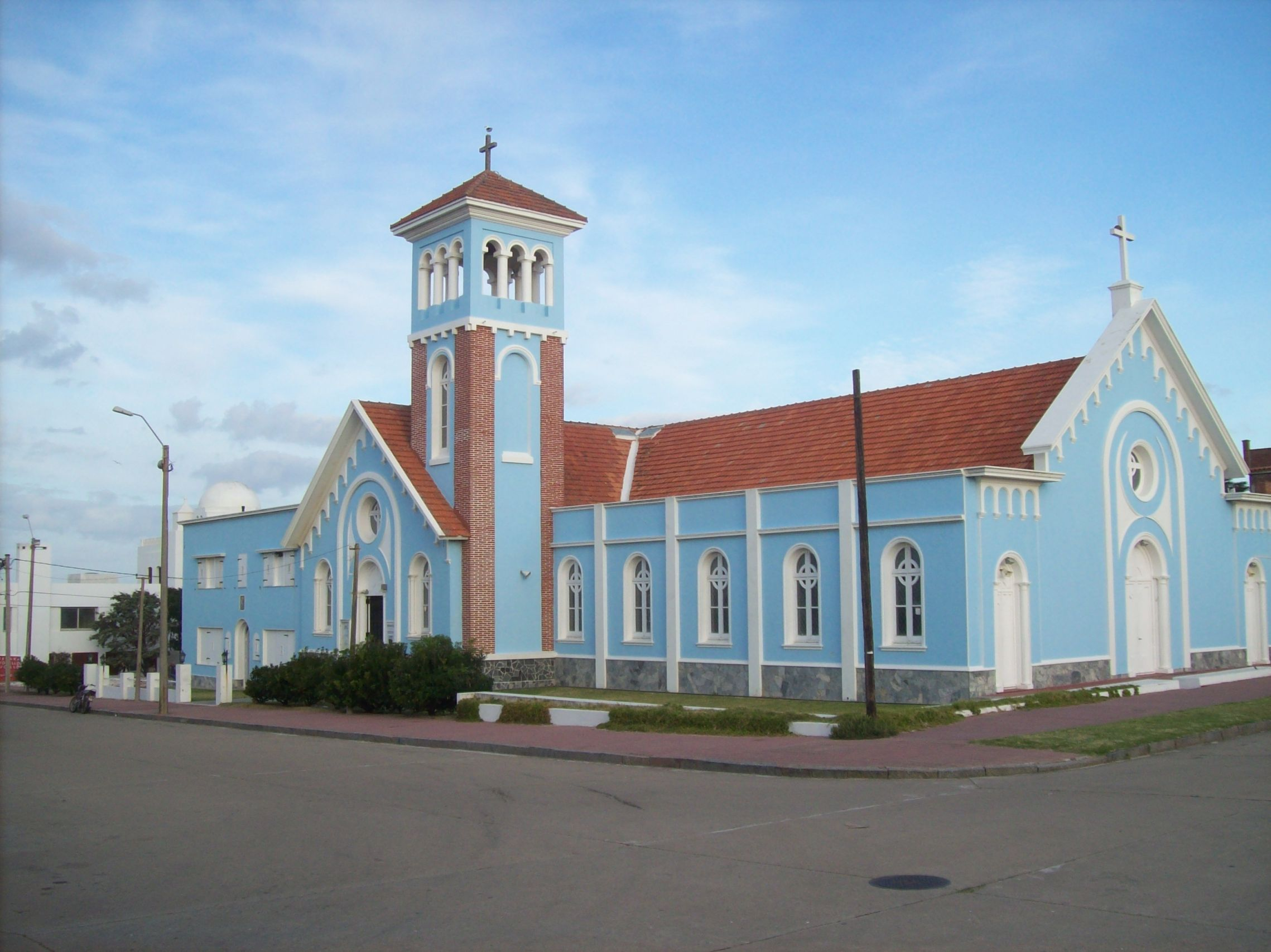
Iglesia de la Candelaria
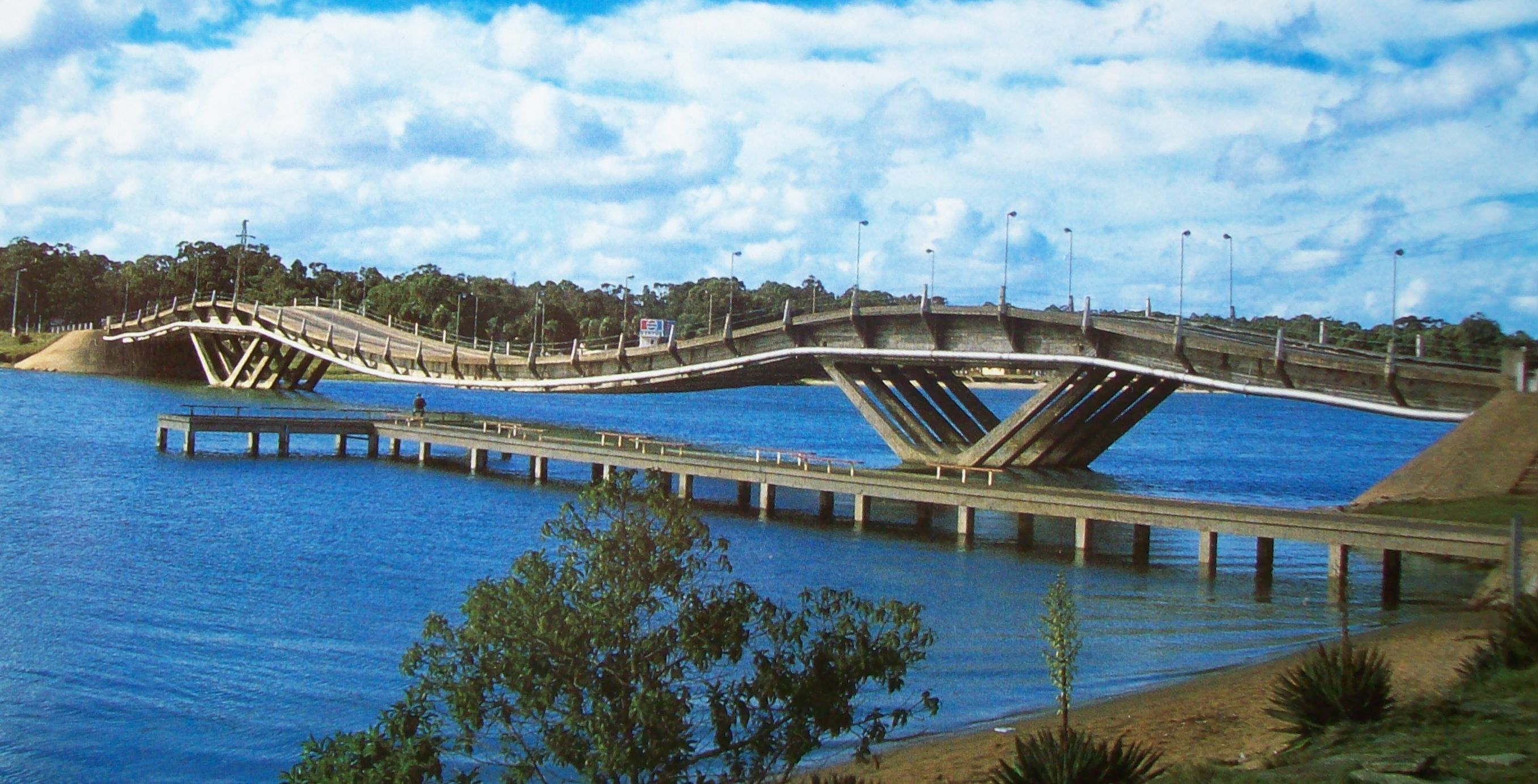
Puente Leonel Viera

## Sport
Punta del Este war am 5. Dezember 2010 Ausrichtungsort des Volldistanz-Triathlons IronPunta 2010 mit einem internationalen Teilnehmerkreis von über 200 Sportlern aus neun Nationen. Zudem wird seit 2008 jährlich ein Marathonlauf mit internationaler Beteiligung in der Stadt durchgeführt. Mit dem Torneo Merryl Lynch wird ebenfalls ein Golfturnier mit Beteiligung internationaler Spitzensportler vor Ort ausgetragen. Punta del Este war mehrfach Etappenziel des Whitbread Round the World Race. Am 13. Dezember 2014 wurde auf einem temporären Stadtkurs in Punta del Este das dritte Saison-Rennen der Formel E ausgetragen.

## Infrastruktur

### Bildung
Punta del Este verfügt mit dem 1973 gegründeten, im Barrio Pine Beach gelegenen Liceo de Punta del Este über eine weiterführende Schule (Liceo).

### Verkehr
Die Stadt hat über den in der Nähe gelegenen, 1986 eröffneten Flughafen Capitán de Corbeta Carlos A. Curbelo International Airport Anschluss an den internationalen Flugverkehr. Unmittelbar in Stadtnähe befindet sich zudem der Flugplatz El Jagüel. Zudem besteht über das Unternehmen Buquebus eine Fährverbindung von Buenos Aires nach Montevideo. Von dort aus ist Punta del Este dann im Rahmen des individuellen Straßenverkehrs oder über eine der beiden Buslinien erreichbar, die die Stadt täglich mehrfach bedienen. Daneben verfügt die Stadt über einen Yachthafen, der jedoch für größere Schiffe nicht geeignet ist. Dies hat zur Folge, dass etwa Kreuzfahrtschiffe ihre Passagiere für einen Tagesausflug an Land ausbooten, während sie nahe der Isla Gorriti vor Anker liegen.

## Stadtverwaltung
Bürgermeister (Alcalde) von Punta del Este ist seit Mai 2010 Martin Laventure.

## Söhne und Töchter der Stadt
- Margaret Cooper (1918–2016), britisch-kanadische Offizierin der Royal Navy und Farmerin
- Maickol Martins (* 1993), Fußballspieler
- Hernán Petrik (* 1994), Fußballspieler
- Gustavo Pintos (* 1995), Fußballspieler
- Leandro Sosa (* 1994), Fußballspieler
- Martín Torres (* 1992), Fußballspieler